# Invendu
 (novembre 2022).
Si vous disposez d'ouvrages ou d'articles de référence ou si vous connaissez des sites web de qualité traitant du thème abordé ici, merci de compléter l'article en donnant les références utiles à sa vérifiabilité et en les liant à la section « Notes et références ».
Un invendu est un produit qui n'a pas pu faire l'objet d'une vente dans le délai imparti lors de la mise sur le marché.
Il est soit détruit, soit remis en vente, soit donné ou revalorisé.

## Histoire
Les invendus sont un problème depuis que le commerce existe[réf. souhaitée]. La question a toujours été : « Comment s'en débarrasser ? »
Avant la révolution industrielle les invendus étaient principalement des produits alimentaires. Ils servaient à nourrir les animaux.
Depuis que les modes de consommation se sont diversifiés, une grande quantité de produits sont invendus.

## Commerce alimentaire
Les produits alimentaires ont une date limite de consommation en France, ce qui produit une grande quantité d'invendus.
Les invendus alimentaires sont dirigés vers des déchèteries, une grande partie des magasins jettent leurs invendus après les avoir rendus impropres à la consommation (en les aspergeant d'eau de Javel par exemple).

## Secteur de l'habillement
Les invendus de l'habillement sont rarement détruits, ils sont soldés ou revendus à d'autres magasins.

## Presse écrite
Les invendus de la presse écrite sont les périodiques qui n'ont pas été écoulés avant la commercialisation du numéro suivant. En France, ils demeurent la propriété de l'éditeur et restent donc sous la responsabilité de celui-ci, qui peut décider de les faire détruire à la déchèterie ou au contraire de les récupérer intacts pour tenter de les écouler via différents canaux, parmi lesquels figure la vente différée.
Les études montrent que le taux d'invendus augmente avec la périodicité des titres de presse. Ainsi, la proportion d'hebdomadaires effectivement vendus parmi ceux que les groupes de presse commercialisent au numéro est nettement plus forte que la proportion pour les bimestriels ou les semestriels.